# Barbellopsis
Barbellopsis là một chi rêu trong họ Meteoriaceae.